# プンゴル駅
プンゴル駅（NE17/PTC: Punggol MRT Station）は、シンガポールにある、MRT北東線、LRTプンゴル線の二路線が乗り入れるインターチェンジの駅。

## 駅構造
島式 1面2線(MRT北東線)
島式 1面2線(LRTセンカン線)

## 駅周辺
- DON DON DONKI Waterway Point店（2022年1月14日オープン[1]）

## 歴史
2003年6月20日にMRT北東線の駅として開業。2005年1月29日にLRTプンゴル線東環状用のホーム開業。2014年6月29日LRTプンゴル線西環状はソー・テック駅、スマン駅、ニボン駅開業。